# آلمندرالخو
آلمندرالخو (به اسپانیایی: Almendralejo) یک شهرستان در اسپانیا است که در استان باداخس واقع شده‌است.

## خصوصیات
آلمندرالخو ۱۶۴٫۵ کیلومترمربع مساحت و ۳۳٬۹۷۵ نفر جمعیت دارد و ۳۳۷ متر بالاتر از سطح دریا واقع شده‌است.